# Богдан Філов
Богдан Димитров Філов (болг. Богдан Димитров Филов; 10 квітня 1883 — 1 лютого 1945) — болгарський археолог, мистецтвознавець і політик. Зробив вагомий внесок у вивчення античного мистецтва. У 1918 році відкрив некрополь залізної доби Требеништа, багатий на вироби з золота й заліза. Член Геттінгенської академії наук.

## Політична діяльність
1938 року зайняв посаду міністра народної просвіти, а з 1940 року — прем'єр-міністра Болгарії. Під його керівництвом Болгарія вступила до Другої світової війни на боці гітлерівської Німеччини. Окрім того, у 1937—1944 роках займав пост президента Болгарської академії наук.
Був також регентом при малолітньому царі Симеоні II (1943–1944 роки). Вийшов у відставку за кілька днів до комуністичного перевороту. Заарештований та за вироком Народного трибуналу розстріляний разом із багатьма іншими болгарськими політиками. Реабілітований посмертно рішенням № 172 Верховного суду Болгарії 1996 року.

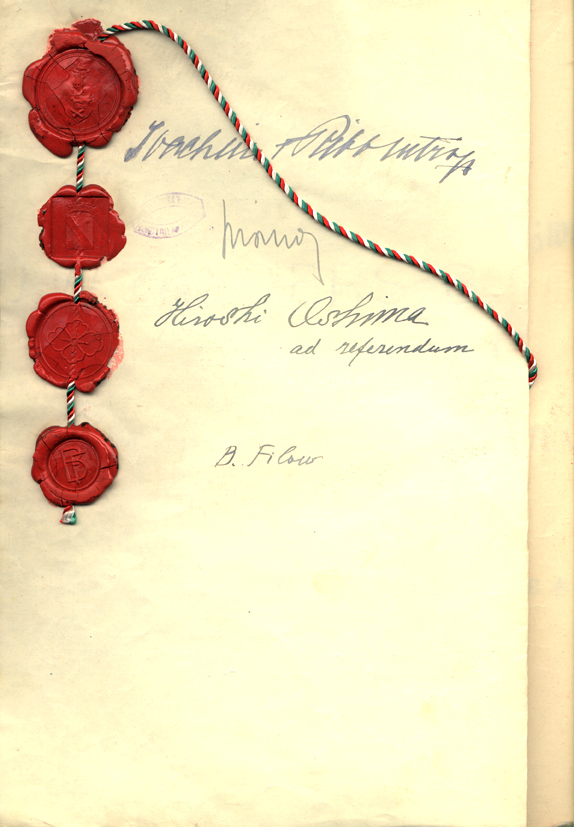
Протокол Берлінського пакту з підписом Богдана Філова

1 березня 1941 року професор Богдан Філов, як глава болгарського уряду, підписав у Відні угоду про приєднання Болгарії до Берлінського пакту.

## Нагороди
- Орден «Святий Олександр»